# Rodney Pattisson
Rodney Pattisson, född den 5 augusti 1943 i Campbeltown, är en brittisk seglare.
Han tog OS-silver i Flying Dutchman i samband med de olympiska seglingstävlingarna 1976 i Montréal.